# DR Возничего
DR Возничего (лат. DR Aurigae) — одиночная переменная звезда в созвездии Возничего на расстоянии (вычисленном из значения параллакса) приблизительно 4095 световых лет (около 1255 парсеков) от Солнца. Видимая звёздная величина звезды — от +16m до +14,6m.

## Характеристики
DR Возничего — красная пульсирующая полуправильная переменная звезда типа SRA (SRA) спектрального класса M6. Эффективная температура — около 3293 К.